# 甘油醛-3-磷酸
甘油醛-3-磷酸（英語：glyceraldehyde 3-phosphate）或3-磷酸甘油醛（英語：3-phosphoglyceraldehyde，缩写PGAL）是生物體中的常見分子，是糖解作用的中間產物之一，以及卡爾文循環的醣類產物。這種分子擁有兩個光學異構物，在自然界中以D-甘油醛-3-磷酸（D-glyceraldehyde 3-phosphate）佔大多數。

## 糖解作用
在糖解作用中，此分子是果糖-1,6-雙磷酸在醛縮酶（aldolase）的催化下裂解產生；之後甘油醛3-磷酸會經由甘油醛-3-磷酸脱氢酶（Glyceraldehyde 3-phosphate dehydrogenase）催化產生1,3-雙磷酸甘油酸。
在果糖-1,6-雙磷酸裂解的過程中其實還有另一個產物，稱為二羥丙酮磷酸（Dihydroxyacetone phosphate），這種分子本身無法參與糖解作用，但是能夠經由三碳糖磷酸異構酶（Triose phosphate isomerase）的催化，生成甘油醛-3-磷酸。兩者之間的變換是可逆反應，當兩個分子濃度達到平衡時，其中將會有96%是二羥基丙酮磷酸。
甘油醛-3-磷酸也是糖解作用的籌備期（preparatory phase）與收益期（payoff phase）的分界，在甘油醛-3-磷酸之前的一系列反應中，每一分子的葡萄糖需要消耗2個ATP，之後則會得到4個ATP。

## 其它生成途徑
除了在糖解作用中產生之外，果糖-1-磷酸（Fructose 1-phosphate）也可經由果糖-1-磷酸醛縮酶（Fructose 1-phosphate aldolase）的催化分成二羥丙酮磷酸與甘油醛（Glyceraldehyde），而這兩個分子又可以分別在其他酵素的催化下轉變成甘油醛3-磷酸。